# 4174 Пікулія
4174 Пікулія (4174 Pikulia) — астероїд головного поясу, відкритий 16 вересня 1982 року.
Тіссеранів параметр щодо Юпітера — 3,180.